# Боярка (приток Хеты)
Боя́рка — река в Таймырском Долгано-Ненецком районе Красноярского края России, правый приток Хеты. Длина реки — 56 км (от истока Правой Боярки — 232 км), площадь водосборного бассейна — 7470 км².
Река образуется слиянием рек Левая Боярка и Правая Боярка на юге Северо-Сибирской низменности к северу от плато Путорана, на высоте 30 м над уровнем моря. Течёт по лиственничной лесотундре преимущественно в северном и северо-восточном направлении, встречаются речные пороги. Река делает несколько изгибов. Берега часто обрывистые. В бассейне большое число некрупных озёр. Впадает в Хету справа в 278 км от ее устья, выше впадения Большой Романихи, на высоте менее 13 м над уровнем моря. В нижнем течении ширина русла до 344 м при глубине 5 м, скорость течения в низовьях — 0,2 м/с.

## Основные притоки
Указаны поименованные притоки длиной 20 км и более.
| Название      | Расстояние от устья | Длина | Положение |
| ------------- | ------------------- | ----- | --------- |
| Хакалар       | 21                  | 25    | правый    |
| Эбеккелях     | 32                  | 28    | левый     |
| Левая Боярка  | 56                  | 113   | правый    |
| Правая Боярка | 56                  | 176   | правый    |

## Данные водного реестра
По данным государственного водного реестра России и геоинформационной системы водохозяйственного районирования территории РФ, подготовленной Федеральным агентством водных ресурсов:
- Бассейновый округ — Енисейский
- Речной бассейн — Хатанга
- Речной подбассейн — Хета
- Водохозяйственный участок — Хета
- Код объекта в государственном водном реестре — 17040100112117600024163[4].